# Киріково (Нижньогородська область)
Киріково (рос. Кириково) — село в Лисковському районі Нижньогородської області Російської Федерації.
Населення становить 472 особи. Входить до складу муніципального утворення Кириковська сільрада.

## Історія
Від 2009 року входить до складу муніципального утворення Кириковська сільрада.

## Населення
| 2002 | 2010 |
| ---- | ---- |
| 493  | ↘472 |